# تشقاماهي
تشقاماهي (بالفارسية: چقاماهی) هي مستوطنة تقع في قسم نبوت الريفي (مقاطعة إيوان) في إيران. يقدر عدد سكانها بـ 131 نسمة .